# Argon-42
Argon-42 of 42Ar is een onstabiele radioactieve isotoop van argon, een edelgas. Op Aarde komen er sporen van voor, vooral in de aardatmosfeer.

## Radioactief verval
Argon-42 vervalt door bètaverval naar de radio-isotoop kalium-42:
{\displaystyle {\ce {{^{42}_{18}Ar}->{^{42}_{19}K}+{e^{-}}+{\bar {\nu }}_{e}}}}
De halveringstijd bedraagt bijna 33 jaar. Kalium-42 vervalt verder tot de stabiele isotoop calcium-42.
30Ar · 31Ar · 32Ar · 32mAr · 33Ar · 34Ar · 35Ar · 36Ar · 37Ar · 38Ar · 39Ar · 40Ar · 41Ar · 42Ar · 43Ar · 44Ar · 45Ar · 46Ar · 47Ar · 48Ar · 49Ar · 50Ar · 51Ar · 52Ar · 53Ar